# Makoto Shinkai
Makoto Shinkai (新海 誠, Shinkai Makoto) est un réalisateur de films d'animation japonais, comédien de doublage pour ses films et graphiste de jeux vidéo né le 9 février 1973 à Nagano dans la préfecture de Nagano, au Japon.

## Biographie
Originaire de la préfecture de Nagano, il a étudié la littérature japonaise à l’Université Chūō. Sa passion pour la création remonte aux mangas, anime et romans qu’il lisait au collège.
Son anime préféré est Le Château dans le ciel de Hayao Miyazaki.
Makoto Shinkai a été appelé le "nouveau Miyazaki" dans plusieurs revues,, bien qu’il réponde « c'est me surestimer ».

### Œuvres
En 1999, Makoto Shinkai publie Elle et son chat, court-métrage de cinq minutes réalisé en noir et blanc, qui est récompensé de plusieurs prix, dont le grand prix du « DoGA CG Animation contest » en 2000. Après ce prix, Makoto Shinkai songe à une suite tout en continuant à travailler en tant que graphiste pour Falcom, une entreprise de jeu vidéo.
Vers juin 2000, il décide de créer une histoire autour des courriels via téléphone portable (communication de plus en plus répandue à cette période) et dessine une image, celle d’une jeune fille tenant un téléphone portable dans un cockpit. Quelque temps plus tard, il est contacté par Mangazoo, qui lui propose de travailler avec lui et lui permet de transformer son idée en un projet viable.
En mai 2001, il quitte son emploi chez Falcom et commence à travailler sur The Voices of a Distant Star, qui nécessitera sept mois de travail.
Makoto Shinkai réalise ensuite La Tour au-delà des nuages, film d'animation de 90 minutes sorti le 20 novembre 2004 sur l’ensemble du territoire nippon, acclamé par la critique et récompensé par de nombreux prix.
Le projet suivant de Makoto Shinkai s’intitule 5 Centimètres par seconde et sort le 3 mars 2007. Il comprend trois films courts, Ōkashō (桜花抄), Cosmonaut (コスモナウト), et Byōsoku 5 Senchimētoru (秒速5センチメートル), pour une durée totale d’une heure.
En marge de ses propres projets, Makoto Shinkai réalise l’animation de séquences d’ouverture d’eroge pour le compte de Minori, entreprise du genre visual novel.

## En France
En France, Makoto Shinkai est révélé par le festival Nouvelles images du Japon à Paris qui projette dès 2001 et 2003 ses premiers courts-métrages : Elle et son chat et The Voices of a Distant Star.

## Technique d'animation
En 1999, il réalise seul son premier court métrage : Other Worlds (Tooi Sekai). Une courte production amateur en noir et blanc d'une minute et 28 secondes. Étant donné la durée de l'animation, il n'y a pas de véritable histoire, mais son univers est déjà présent (les trains, les sentiments amoureux...). L'animation (faite avec le logiciel de composition et d'effets visuels After Effect) est de très bonne facture. Cette animation est réalisée sur Mac G3 avec les logiciels : LightWave 3D / Shade / Adobe Photoshop / Adobe After Effects.

## Filmographie

### Longs métrages
- 2004 : La Tour au-delà des nuages (雲のむこう、約束の場所, Kumo no mukō, yakusoku no bashō?) [91 min]
- 2007 : 5 Centimètres par seconde (秒速5センチメートル, Byousoku 5 centimeter?) [63 min]
- 2011 : Voyage vers Agartha (星を追う子ども, Hoshi o Ou Kodomo?) [115 min]
- 2016 : Your Name. (君の名は。, Kimi no na wa.?) [107 min]
- 2019 : Les Enfants du temps (天気の子, Tenki no ko?) [112 min]
- 2022 : Suzume (すずめの戸締まり, Suzume no tojimari?) [121 min]

### Moyens métrages
- 2013 : The Garden of Words (言の葉の庭, Koto no ha no niwa?) [46 min]

### Courts métrages
- 1999 : Elle et son chat (彼女と彼女の猫, Kanojo to kanojo no neko?) [5 min]
- 2002 : The Voices of a Distant Star (星の声, Hoshi no Koe?, litt. « La voix d'une étoile ») [25 min]
- 2003 : The Smile (笑顔, Egao?, litt. « le sourire ») [2 min]
- 2012 : Publicité pour la société Taisei Corporation :
  - (ja) [vidéo] « 大成建設 ボスポラス海峡 », sur YouTube
  - (ja) [vidéo] « 大成建設 新ドーハ国際空港 », sur YouTube
- 2013 : Dareka no Manazashi (だれかのまなざし?)[7], diffusé lors de l’exposition Proud Box Kanshasai, en février 2013, à Tokyo [7 min]
- 2014 : Cross Road (クロスロード?), publicité pour Z-Kai, en février 2014 à la télévision japonaise [2 min]

### Participation sur les productions Minori
- 2003 : Wind: A Breath of Heart (visual novel), Dreamcast & PlayStation 2
- 2004 : Haru no Ashioto (-Step of Spring-), PlayStation 2
- Ef - a fairy tale of the two. (litt. « ef - un conte de fée à deux ») :
  - 2006 : Ef - a tale of memories.[8]
  - 2008 : Ef - a tale of melodies.[9]

## Récompenses
- 2004 : Prix Mainichi du meilleur film d'animation pour La Tour au-delà des nuages.
- 2008 : Grand Prix du Future Film Festival pour 5 Centimètres par seconde.
- 2016 : Prix Mainichi du meilleur film d'animation pour Your Name.